# Michael Hillegas
Michael Hillegas, né le 22 avril 1729 à Philadelphie (Pennsylvanie), mort le 29 septembre 1804, fut le premier trésorier des États-Unis.

## Biographie
Michael Hillagas est né en 1728 à Philadelphie (Pennsylvanie), d'une famille de descendance allemande. Il est le fils d'un riche marchand de fer et de sucre, qui pouvait participer à la vie politique locale. Michael Hillegas devient membre de l'Assemblée provinciale de la Pennsylvanie de 1765 à 1775 et trésorier du Comité de sécurité sous Benjamin Franklin, en 1774. Hillegas fut le premier trésorier des États-Unis. Le 29 juillet 1775, Hillegas et George Clymer sont appelés par le Congrès continental à partager la fonction de trésorier des États-Unis. Clymer tenait déjà cette fonction lorsque la déclaration d'indépendance des États-Unis d'Amérique a été signée, Clymer a également signé la déclaration d'indépendance. 

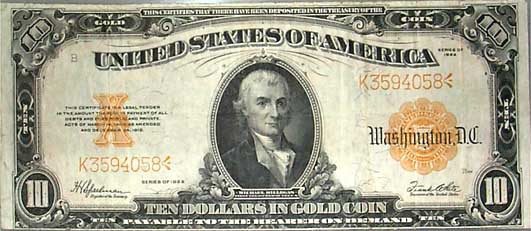
Gold certificate de 10$ avec le portrait de Michael Hillegas.

Après la démission de Clymer le 6 août 1776, Hillagas assume seul sa fonction et continue ainsi jusqu'à la fin de la révolution américaine. Il a été aussi brièvement intendant à l'armée et chargé des commissions occasionnelles. Le 9 septembre 1776, le Congrès continental change officiellement le nom du pays en États-Unis d'Amérique, mais Hillegas devient officiellement le premier trésorier des États-Unis en mars 1778. Le 11 septembre 1789, les États-Unis du Congrès créent le Ministère de l'économie et des finances et Alexander Hamilton devient le premier Ministre des Finances. La même année, Hillegas donne sa démission et Samuel Meredith est nommé trésorier.
Hillegas était aussi un membre de la Société philosophique américaine, avec Benjamin Franklin. Il meurt le 29 septembre 1804 à Philadelphie et est enterré près de ce dernier.

## Héritage
À la fin du XIXe siècle, le conflit causé par ses descendants a abouti à ce que son portrait apparaissent sur le "gold certificate" de dix dollars de 1907 à 1922.

## Source
- (en) Cet article est partiellement ou en totalité issu de l’article de Wikipédia en anglais intitulé « Michael Hillegas » (voir la liste des auteurs).